# Adalbert Ier de Thurgovie
Adalbert Ier de Thurgovie, né vers 800 et mort le 16 janvier 846, est un comte de Thurgovie et de Rätien. C'est un ascendant agnatique direct du roi Charles III du Royaume-Uni, du roi Philippe Ier de Belgique et Siméon Sakskoburggotski de Bulgarie.

## Biographie
Fils du comte en Istrie Hunfried Ier de Rhétie et de son épouse Hitta d'Argengau, il épouse une femme dont on ne connaît pas le nom. Il a un enfant, Adalbert II l'Illustre de Thurgovie.
Son père, Hunfried Ier, n'était pas comte de Thurgovie mais de la Haute et Basse-Rhétie, bien qu'originaire de Thurgovie. Depuis Hunfried Ier jusqu'à Burkhard II, comte de Thurgovie et duc de Souabe, cette lignée franque Thurgovienne a régné sur la Haute et Basse-Rhétie. C'est à la suite d'une décision de Louis le Débonnaire que Adalbert Ier put, dans la lignée de son père, être comte de Thurgovie.
Il fut comte de Thurgovie durant au moins deux ans, de 836 à 838.